# Venturia splendidellae
Venturia splendidellae är en stekelart som först beskrevs av Setsuya Momoi 1962.  Venturia splendidellae ingår i släktet Venturia och familjen brokparasitsteklar. Inga underarter finns listade i Catalogue of Life.